# Szapporo Dómu
A Szapporo Dómu (japánul 札幌ドーム, Hepburn-féle átírással Sapporo dōmu, az angol Sapporo Dome japános alakja) egy többfunkciós sportlétesítmény Japánban, Hokkaidó szigetén, Szapporóban. A létesítmény érdekessége, hogy nyitható és zárható tetővel rendelkezik, a gyepszőnyeg pedig kihúzható a stadionon kívülre.
A 2002-es labdarúgó-világbajnokságon három csoportmérkőzést rendeztek itt. 2001-ben nyitották meg, befogadóképessége labdarúgó-mérkőzéseken 41 484, baseball-mérkőzéseken 42 270 fő. A japán első osztályban (J1 League) szereplő Hokkaido Konszadore Szapporo otthona 2001 óta.
A 2019-es rögbi-világbajnokság egyik helyszíne volt.

## Események

### 2002-es labdarúgó-világbajnokság
| Dátum           | Pályaválasztó | Eredmény | Vendég       | Forduló   |
| --------------- | ------------- | -------- | ------------ | --------- |
| 2002. június 1. | Németország   | 8 – 0    | Szaúd-Arábia | E csoport |
| 2002. június 3. | Olaszország   | 2 – 0    | Ecuador      | G csoport |
| 2002. június 7. | Argentína     | 0 – 1    | Anglia       | F csoport |

## Galéria

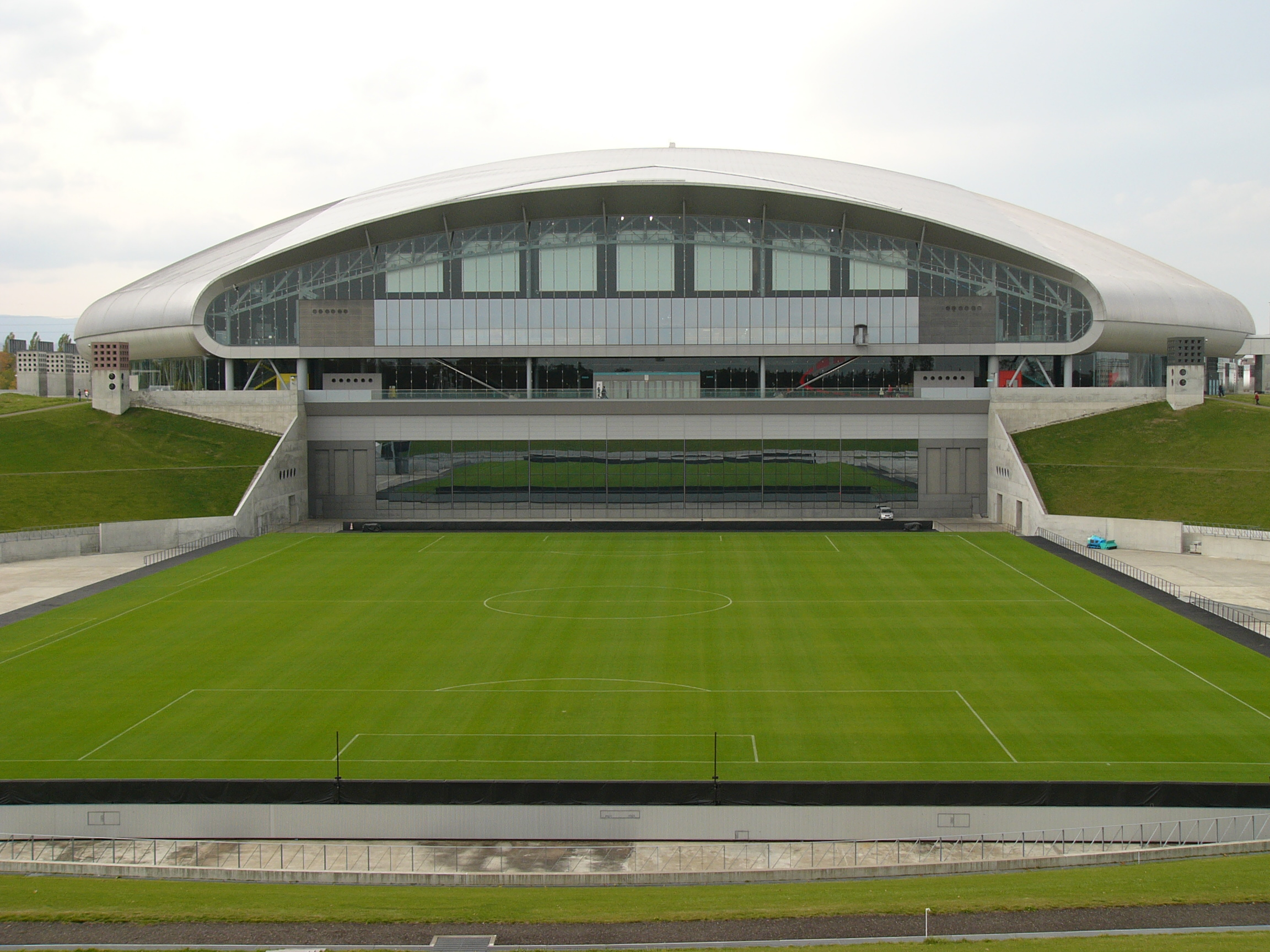
Behúzható gyepszőnyeg a stadionon kívül
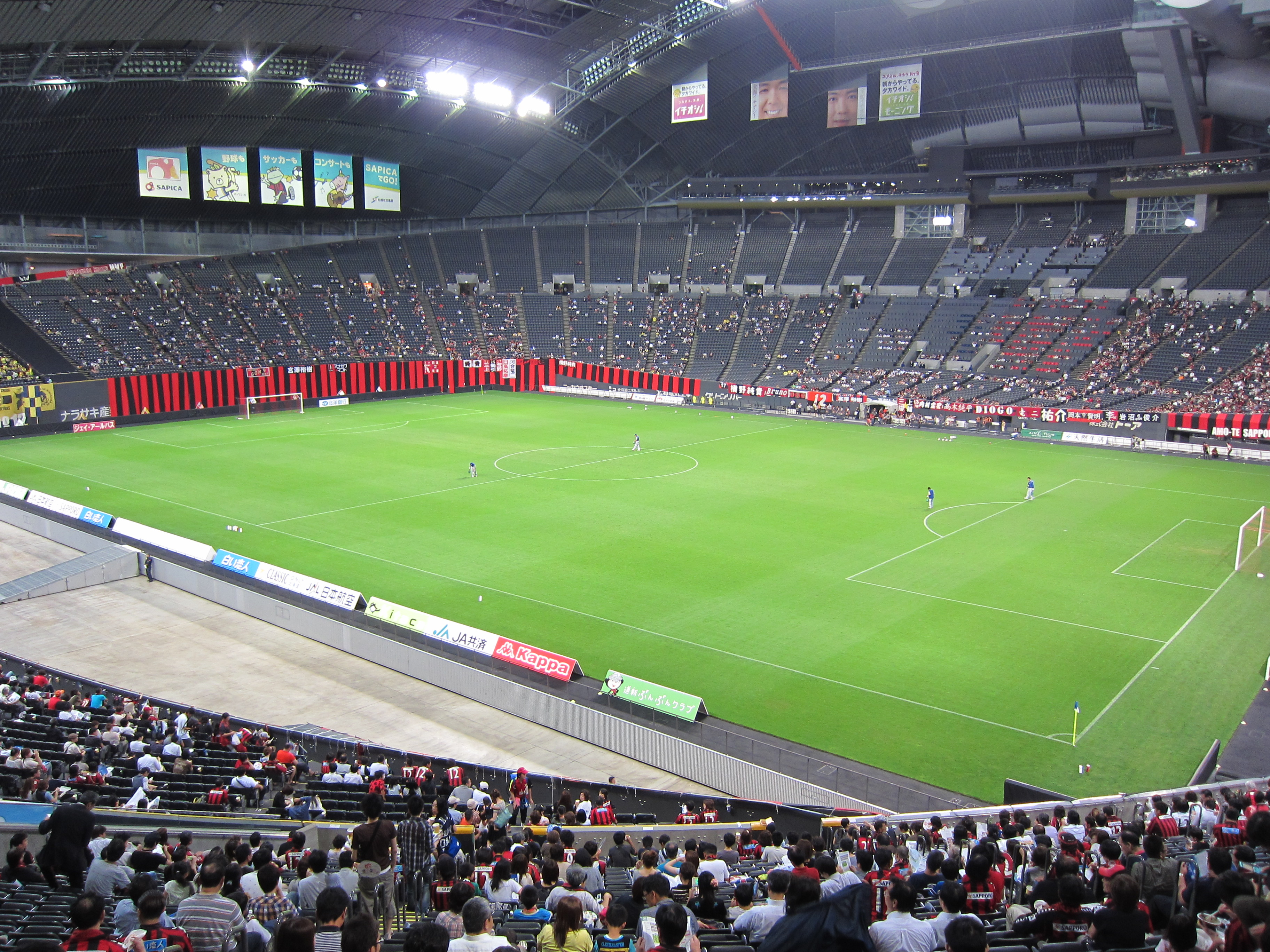
A pálya kinézete egy labdarúgó-mérkőzés alatt
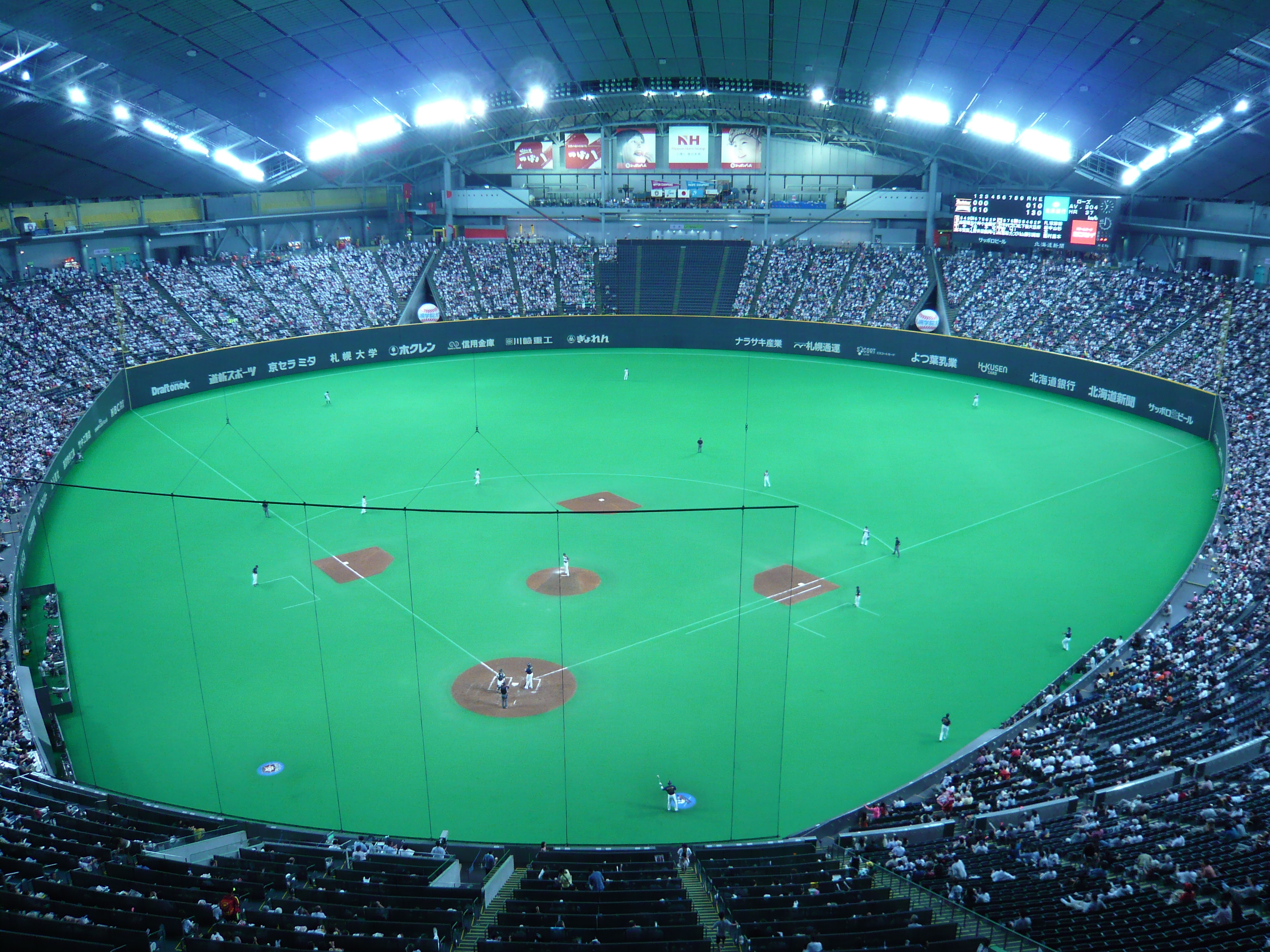
A stadion belülről egy baseball mérkőzésen